# 쿠웨이트 올림픽 위원회
쿠웨이트 올림픽 위원회(아랍어: اللجنة الأولمبية الكويتية, 영어: Kuwait Olympic Committee)는 쿠웨이트를 대표하는 국가 올림픽 위원회이다. IOC 코드는 KUW이다. 본부는 쿠웨이트시티에 있으며 아시아 올림픽 평의회에 소속되어 있다. 1957년에 설립했으며 1966년에 국제 올림픽 위원회의 승인을 받았다. 올림픽, 아시안 게임을 비롯한 국제 스포츠 대회에 참가하는 쿠웨이트의 선수들을 대표한다.
2010년 쿠웨이트 정부가 올림픽 위원회 선거에 간섭했다는 이유로 국제 올림픽 위원회(IOC)로부터 자격 정지를 받았다. 이 때문에 쿠웨이트 선수들은 2010년 아시안 게임에서 ‘쿠웨이트 출신 선수'(Athletes from Kuwait)라는 이름으로 출전해야 했다. 이러한 징계는 2012년 7월 14일까지 계속 유지되었다. 2015년에도 쿠웨이트 정부가 개입한 이유로 또 다시 국제 올림픽 위원회로부터 자격 정지를 받았고, 이로 인해 2016년 하계 올림픽에서 독립 선수단으로 참가하였다.

## 같이 보기
- 올림픽 쿠웨이트 선수단
- 2010년 아시안 게임 쿠웨이트 출신 선수